# 济南宏济堂博物馆
济南宏济堂博物馆，又称宏济堂博物馆，坐落于中华人民共和国山东省济南市槐荫区经二路281号宏济堂西记的一座博物馆，山东宏济堂医药集团有限公司子公司，是集药材销售、传统中医验方治疗、传统中药养生、中医药知识普及、中医药古籍文物展示、中医药历史文化介绍于一体的博物馆。

## 背景
1902年，北京同仁堂资东、十二代传人乐镜宇捐山东候补道，并迁居济南候补。期间，凭借家传的岐黄之术，研习阿胶制作技艺。1906年，受山东巡抚杨士骧委托在院前大街创办山东官药局，并出任总办。1907年，乐镜宇购得山东官药局承受权，并将其改名为宏济堂。1920年8月，乐镜宇在济南商埠区购地新建宏济堂第一支店，又称西记或西号。
1955年，宏济堂进行公私合营改造，成为公私合营宏济堂药厂。1956年1月，宏济堂并入济南市药材公司。1956年6月，原宏济堂的东、西、中三个药店成立为宏济堂核算店。1957年底，厂店分营，宏济堂药厂的三个门市部与制药厂分离，被划归中国药材公司山东省济南市公司（简称济南市药材公司）管理，三座药店一直使用“宏济堂”字号。1996年7月8日，济南市药材公司改制为济南药业集团有限责任公司。2001年11月7日，济南药业集团的子公司山东宏济堂医药连锁有限公司成立。2004年3月8日，宏济堂医药连锁宏济堂总店在经二路281号的宏济堂西记院内成立。2006年12月26日，济南药业集团子公司山东宏济堂医药有限公司成立。2011年9月，济南药业集团有限责任公司更名为山东宏济堂医药集团有限公司。

## 历史
2003年12月18日，宏济堂西记被济南市槐荫区登记保护。2008年，因济南市槐荫区经二路拓宽改造，对宏济堂西记实施了平移。宏济堂西记位于五里沟街道经二路281号，也称宏济堂西号，始建于1920年，是由沿街南楼营业厅与北楼办公室围合成独立院落。宏济堂西记平移工程由山东建筑大学工程鉴定加固研究所设计，山东建固特种专业工程有限公司负责现场施工，投资额达200万元，整个建筑物先向北移动12.14米，再向东移动17米，并抬升40厘米。2008年5月6日，宏济堂西记平移工程开始，北楼按照计划北移。5月9日，北楼北移到位，南楼开始北移。5月13日，北楼东移到位，南楼开始东移。5月16日，南楼东移到位，建筑物平移完成。平移工程中，还对宏济堂西记进行隔震连接和加固，并增设地下室为宏济堂中药博物馆使用。2008年10月中旬，齐鲁古建筑公司开始对宏济堂西记进行装修。2009年8月中旬，宏济堂西号整体装饰工程完成。至2009年8月底，水电等配套设施也已完善，但室内陈列的物品尚未到位。
2010年，济南宏济堂博物馆正式开馆。2013年10月10日，宏济堂西记被山东省政府公布为第四批省级文物保护单位，属于近现代重要史迹及代表性建筑。2017年，济南宏济堂博物馆被评为山东名牌、山东省非物质文化遗产生产性保护示范基地、山东省中医药文化宣传教育基地。2018年，被评为全国中医药文化宣传教育文化基地。

## 布局
宏济堂西记是一座典型的中西合璧式建筑，坐北面南，东西阔14.5米，南北深24.9米，占地面积361平方米。宏济堂西记具有典型的济南近代商埠建筑特征，是由南面临街主楼与北面附楼围合成四合院落。两楼均为两层的砖石木结构，墙下设有条形基础。
南楼为营业大厅，东西通面阔14.5米，南北通进深11.5米，占地面积167平方米，建筑面积334平方米。南楼造型简洁高大，庑殿大瓦顶，墙身主体为素面，底层基座则是青石，东西两山墙的檐口为蝶式女儿墙，六个墙跺为对称布置的水波纹祥云图案。主入口上方是“宏济堂”牌匾，牌匾正上方是圆形浮雕描金的类篆体“乐”字图案，“乐”字周边镶有灵芝、螭虎图案。“乐”字图案镶嵌“乐家老铺”的石刻牌匾，再下方自东向西四块牌匾，分别为“法遵岐伯”“韩康遁迹”“抱朴游仙”和“採授桐君”。南楼营业厅内设有大柜台、中药斗橱架、木式方桌、屏风等木质家具。
北楼的二层带有前廊，东西面阔14.5米，南北进深5.3米，占地面积76.8米，建筑面积170平方米。北楼为硬山灰瓦顶，青砖墙，走廊底部靠近南墙的地方有雕龙木雕。色彩方面，宏济堂西记的外墙为青色砖石，内部装饰色调以漆红色和黄色为主，围栏、梁柱、展台等大都以漆红色为主，吊顶等装饰用品则以黄色调为主。
宏济堂西记的一楼是保持着原有风貌的药店，是开门行医的中医药店，每日把脉问诊、开方治病，方便市民看病抓药。博物馆的地下展厅约有300平方米，顶上悬挂吊顶，四周按区域分设展台，主要展示有宏济堂历史档案等藏品。

## 藏品
济南宏济堂博物馆收集有原宏济堂总店、第一支店、第二支店的牌匾、旧有的家具、书籍、题字、装饰木雕、药材标本等，以及其他在中医药历史发展中有重要意义的用具、药方、药材等1000余件藏品。主要展示内容包括宏济堂创始人乐镜宇生平简介、宏济堂发展历程、宏济堂老物件、宏济堂石匾、宏济堂东流水阿胶介绍、宏济堂中医文化、宏济堂育人思想等。藏品中还有清朝时的手折子、医书，民国时的药罐等。
该馆还收藏有宏济堂药店东号的石牌匾，原在宏济堂东号总店正门上方，1996年该店因泉城路改造而拆毁。石牌匾得以保留，长2.2米，宽0.9米，厚0.3米，重约2.5吨，由中心石匾和四周石刻花边组合而成。

## 参观
济南宏济堂博物馆免费开放，公交车1路可到达。

## 备注
1. ↑  乐镜宇是电视剧《大宅门》主人公原型[3]
2. ↑  岐伯，既岐天师，中国上古医学家[14]
3. ↑  韩康，东汉医生[14]
4. ↑  抱朴指自号“抱朴子”的东晋医药学家葛洪
5. ↑  桐君传说为中国早期本草学文献《采药录》的作者[14]